# تأثير لازاروس
تأثير لازاروس (بالإنجليزية: The Lazarus Effect)‏ هو فيلم رعبٍ أمريكي من إخراج ديفيد جليب وتأليف لوك دانسون وجيرمي سلاتر وبطولة أوليفيا وايلد ومارك دوبلاس ودونالد غلوفر وإيفان بيتر وسارة بولغر. يحكي الفيلم عن فريق من العلماء الطموحين وجدوا طريقة لبعث الموتى باستخدام مصل اسمه (لازاروس)، بعد عدة تجارب ناجحة على الحيوانات، تموت إحدى الباحثات واسمها (زوي) في حادث بالمعمل، يحاول الفريق شاعرا باليأس بعثها للحياة مرة ثانية باستخدام المصل، وينجحون في ذلك، وعندما تبدأ الباحثة التي بعثت من جديد في إظهار قدرات غير عادية، يبدأ فريق الباحثين في الشعور بأن محاولتهم لبعث الموتى قد تكون فتحت الباب لشر لا قِبَل لهم به. وقد صَدَر الفيلم في 27 فبراير 2015 وتلقّى مُراجعاتٍ سلبيّة في الأغلب من النُقّاد.

## طاقم العَمل
- أوليفيا وايلد بدور زو.
- مارك دوبلاس بدور فرانك.
- دونالد غلوفر بدور نيكو.
- إيفان بيتر بدور كلاي.
- سارة بولغر بدور إيفا.

## روابط خارجية
- تأثير لازاروس على موقع IMDb (الإنجليزية)
- تأثير لازاروس على موقع ميتاكريتيك (الإنجليزية)
- تأثير لازاروس على موقع روتن توميتوز (الإنجليزية)
- تأثير لازاروس على موقع نتفليكس (الإنجليزية)
- تأثير لازاروس على موقع قاعدة بيانات الأفلام العربية
- تأثير لازاروس على موقع ألو سيني (الفرنسية)
- تأثير لازاروس على موقع أول موفي (الإنجليزية)
- تأثير لازاروس على موقع بوكس أوفيس موجو (الإنجليزية)
- تأثير لازاروس على موقع فيلمافينيتي (الإسبانية)
- تأثير لازاروس على موقع قاعدة بيانات الفيلم (الإنجليزية)